# Perfect game

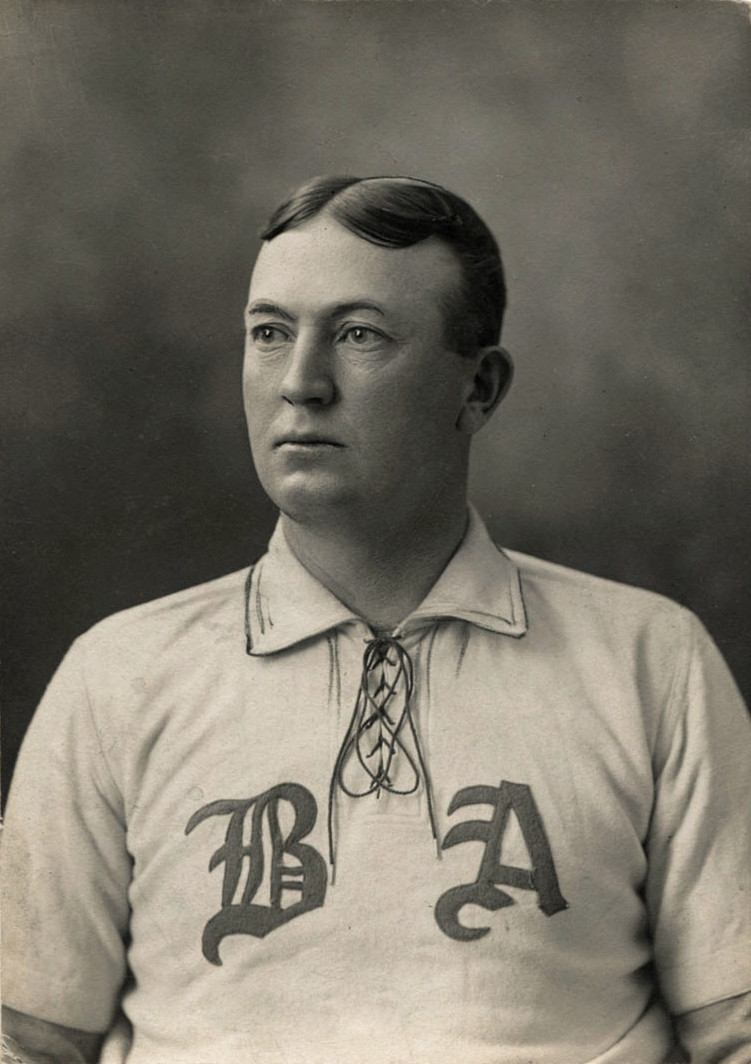
Cy Young jako pierwszy rozegrał perfect game, po wprowadzeniu nowych zasad gry.

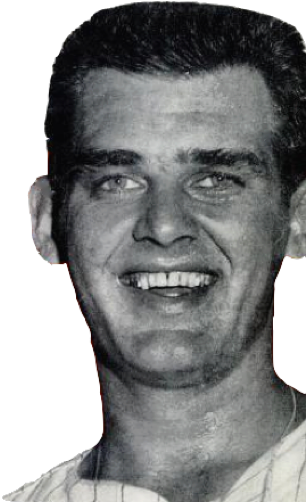
Don Larsen jako jedyny rozegrał perfect game w postseason.

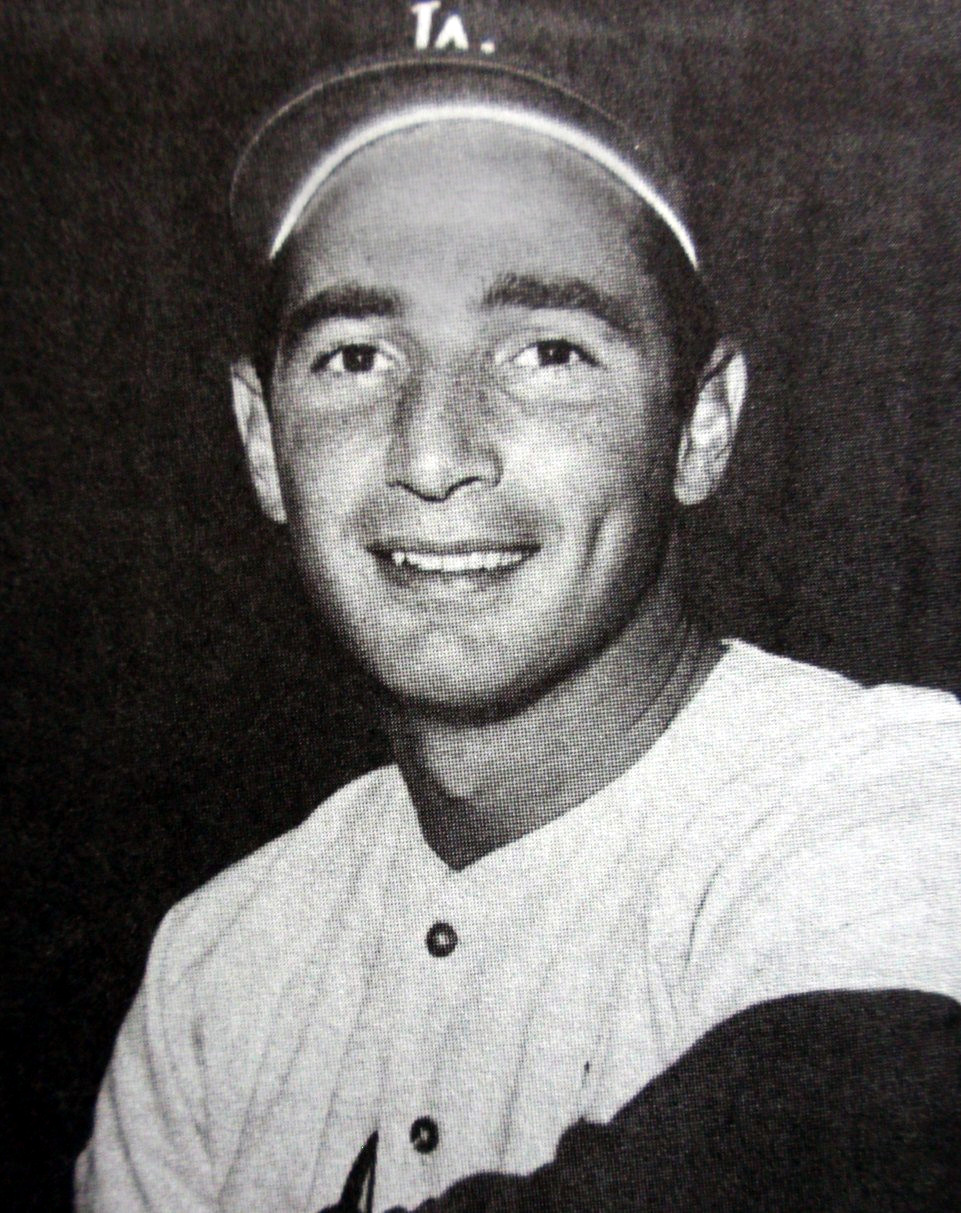
Sandy Koufax rozegrał perfect game w 1965 roku.

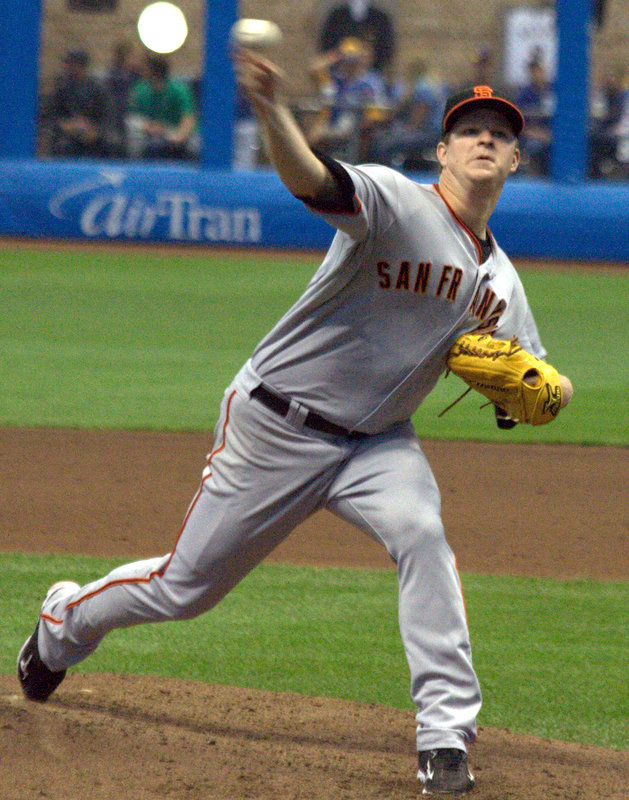
Matt Cain rozegrał perfect game w 2012 roku, w którym wyautował 14 zawodników i tym samym wyrównał rekord Sandy’ego Koufaxa z 1965 roku.

Perfect game – pełny mecz rozegrany przez miotacza, w którym nie dopuścił do zdobycia bazy przez drużynę atakującą, w jakikolwiek sposób (uderzenie, walk, błąd, hit by pitch). Perfect game jest zawsze no-hitterem i shutoutem. W 143-letniej historii Major League Baseball rozegrano 24 perfect games, po raz pierwszy w 1880 roku, zaś w Nippon Professional Baseball 16.

## Perfect games w Major League Baseball
| Miotacz                                       | Data                | Mecz |
| --------------------------------------------- | ------------------- | --- |
| Lee Richmond (Wor) LHP 5 K                    | 12 czerwca 1880     | - Worcester Ruby Legs – Cleveland Blues 1–0 - Stadion: Worcester Agricultural Fairgrounds - Widzów: b.d. - Czas trwania: 1 godz. 26 min. - Łapacz: Charlie Bennett - Sędzia główny: Foghorn Bradley - Raport                                       |
| John Montgomery Ward (Prov) RHP 5 K           | 17 czerwca 1880     | - Providence Grays – Buffalo Bisons 5–0 - Stadion: Messer Street Grounds - Widzów: b.d. - Czas trwania: b.d. - Łapacz: Emil Gross - Sędzia główny: Charles F. Daniels - Raport                                                                     |
| Cy Young (BOS) RHP 8 K                        | 5 maja 1904         | - Boston Americans – Philadelphia Athletics 3–0 - Stadion: Huntington Avenue Grounds - Widzów: 10 267 - Czas trwania: 1 godz. 25 min. - Łapacz: Lou Criger - Sędzia główny: Frank Dwyer - Raport                                                   |
| Addie Joss (CLE) RHP 74 narzuty, 3 K          | 2 października 1908 | - Cleveland Naps – Chicago White Sox 1–0 - Stadion: League Park - Widzów: 10 598 - Czas trwania: 1 godz. 32 min. - Łapacz: Nig Clarke - Sędzia główny: Tommy Connolly - Raport                                                                     |
| Charlie Robertson (CHW) RHP 90 narzutów, 6 K  | 30 kwietnia 1922    | - Detroit Tigers – Chicago White Sox 0–2 - Stadion: Navin Field - Widzów: 25 000 - Czas trwania: 1 godz. 55 min. - Łapacz: Ray Schalk - Sędzia główny: Dick Nallin - Raport                                                                        |
| Don Larsen (NYY) RHP 97 narzutów, 7 K         | 8 października 1956 | - New York Yankees – Brooklyn Dodgers 2–0 (5. mecz World Series w 1956 roku) - Stadion: Yankee Stadium - Widzów: 64 519 - Czas trwania: 2 godz. 6 min. - Łapacz: Yogi Berra - Sędzia główny: Babe Pinelli - Raport                                 |
| Jim Bunning (PHI) RHP 90 narzutów, 10 K       | 21 czerwca 1964     | - New York Mets – Philadelphia Phillies 0–6 - Sędzia: Shea Stadium - Widzów: 32 026 - Czas trwania: 2 godz. 19 min. - Łapacz: Gus Triandos - Sędzia główny: Ed Sudol - Raport                                                                      |
| Sandy Koufax (LAD) LHP 113 narzutów, 14 K     | 9 września 1965     | - Los Angeles Dodgers – Chicago Cubs 1–0 - Stadion: Dodger Stadium - Widzów: 29 139 - Czas trwania: 1 godz. 43 min. - Łapacz: Jeff Torborg - Sędzia główny: Ed Vargo - Raport                                                                      |
| Catfish Hunter (OAK) RHP 107 narzutów, 11 K   | 8 maja 1968         | - Oakland A’s – Minnesota Twins 4–0 - Stadion: Oakland-Alameda County Coliseum - Widzów: 6298 - Czas trwania: 2 godz. 28 min. - Łapacz: Jim Pagliaroni - Sędzia główny: Jerry Neudecker - Raport                                                   |
| Len Barker (CLE) RHP 103 narzuty, 11 K        | 15 maja 1981        | - Cleveland Indians – Toronto Blue Jays 3–0 - Stadion: Cleveland Stadium - Widzów: 7290 - Czas trwania: 2 godz. 9 min. - Łapacz: Ron Hassey (1) - Sędzia główny: Rich Garcia - Raport                                                              |
| Mike Witt (CAL) RHP 94 narzutów, 10 K         | 30 września 1984    | - Texas Rangers – California Angels 0–1 - Stadion: Arlington Stadium - Widzów: 8375 - Czas trwania: 1 godz. 49 min. - Łapacz: Bob Boone - Sędzia główny: Greg Kosc - Raport                                                                        |
| Tom Browning (CIN) LHP 100 narzutów, 7 K      | 16 września 1988    | - Cincinnati Reds – Los Angeles Dodgers 1–0 - Stadion: Riverfront Stadium - Widzów: 16 591 - Czas trwania: 1 godz. 51 min. - Łapacz: Jeff Reed - Sędzia główny: Jim Quick - Raport                                                                 |
| Dennis Martínez (MON) RHP 95 narzutów, 5 K    | 28 lipca 1991       | - Los Angeles Dodgers – Montreal Expos 0–2 - Stadion: Dodger Stadium - Widzów: 45 560 - Czas trwania: 2 godz. 14 min. - Łapacz: Ron Hassey (2) - Sędzia główny: Larry Poncino - Raport                                                             |
| Kenny Rogers (TEX) LHP 98 narzutów, 8 K       | 28 lipca 1994       | - Texas Rangers – California Angels 4–0 - Stadion: The Ballpark in Arlington - Widzów: 46 581 - Czas trwania: 2 godz. 8 min. - Łapacz: Iván Rodríguez - Sędzia główny: Ed Bean - Raport                                                            |
| David Wells (NYY) LHP 120 narzutów, 11 K      | 17 maja 1998        | - New York Yankees – Minnesota Twins 4–0 - Widzów: Yankee Stadium - Widzów: 49 820 - Czas trwania: 2 godz. 40 min. - Łapacz: Jorge Posada - Sędzia główny Tim McClelland - Raport                                                                  |
| David Cone (NYY) RHP 88 narzutów, 10 K        | 18 lipca 1999       | - New York Yankees – Montreal Expos 6–0 - Stadion: Yankee Stadium - Widzów: 41 930 - Czas trwania: 2 godz. 16 min. (nie wliczając 33 minutowego opóźnienia z powodu opadów deszczu) - Łapacz: Joe Girardi - Sędzia główny Ted Barrett (1) - Raport |
| Randy Johnson (ARI) LHP 117 narzutów, 13 K    | 18 maja 2004        | - Atlanta Braves – Arizona Diamondbacks 0–2 - Stadion: Turner Field - Widzów: 23 381 - Czas trwania: 2 godz. 13 min. - Łapacz: Robby Hammock - Sędzia główny Greg Gibson - Raport                                                                  |
| Mark Buehrle (CHW) LHP 116 narzutów, 6 K      | 23 lipca 2009       | - Chicago White Sox – Tampa Bay Rays 5–0 - Stadion: U.S. Cellular Field - Widzów: 28 036 - Czas trwania: 2 godz. 3 min. - Łapacz: Ramón Castro - Sędzia główny: Eric Cooper - Raport                                                               |
| Dallas Braden (OAK) LHP, 26 109 narzutów, 6 K | 9 maja 2010         | - Oakland Athletics – Tampa Bay Rays 4–0 - Stadion: Oakland-Alameda County Coliseum - Widzów: 12 288 - Czas trwania: 2 godz. 7 min. - Łapacz: Landon Powell - Sędzia główny: Jim Wolf - Raport                                                     |
| Roy Halladay (PHI) RHP 115 narzutów, 11 K     | 29 maja 2010        | - Florida Marlins – Philadelphia Phillies 0–1 - Stadion: Sun Life Stadium - Widzów: 25 086 - Czas trwania: 2 godz. 13 min. - Łapacz: Carlos Ruiz - Sędzia główny: Mike DiMuro - Raport                                                             |
| Philip Humber (CHW) RHP 96 narzutów, 9 K      | 21 kwietnia 2012    | - Seattle Mariners – Chicago White Sox 0–4 - Stadion: Safeco Field - Widzów: 22 472 - Czas trwania: 2 godz. 17 min. - Łapacz: A. J. Pierzynski - Sędzia główny: Brian Runge - Raport                                                               |
| Matt Cain (SF) RHP 125 narzutów, 14 K         | 13 czerwca 2012     | - San Francisco Giants – Houston Astros 10–0 - Satdion: AT&T Park - Widzów: 42 298 - Czas trwania: 2 godz. 36 min. - Łapacz: Buster Posey - Sędzia główny: Ted Barrett (2) - Raport                                                                |
| Félix Hernández (SEA) RHP 113 narzutów, 12 K  | 15 sierpnia 2012    | - Seattle Mariners – Tampa Bay Rays 1–0 - Stadion: Safeco Field - Widzów: 21 889 - Czas trwania: 2 godz. 22 min. - Łapacz: John Jaso - Sędzia główny: Rob Drake - Raport                                                                           |
| Domingo Germán (NYY) RHP 99 narzutów, 9 K     | 28 czerwca 2023     | - New York Yankees – Oakland Athletics 11–0 - Stadion: Oakland Alameda Coliseum - Widzów: 12 479 - Czas trwania: 2 godz. 30 min. - Łapacz: Kyle Higashioka - Sędzia główny: Edwin Moscoso - Raport                                                 |

### Legenda
| K                   | Liczba strikeouts                      |
| Zawodnik/sędzia (X) | Zawodnik/sędzia (kolejny perfect game) |
| LHP                 | Miotacz leworęczny                     |
| RHP                 | Miotacz praworęczny                    |
| b.d.                | Brak danych                            |

## Prawie perfect game
Podczas meczu Detroit Tigers – Cleveland Indians, rozegranego 2 lipca 2010 roku, pierwszobazowy sędzia Jim Joyce podjął błędną decyzję, która kosztowała miotacza „Tygrysów” Armando Galarragę perfekcyjny występ. Gospodarze prowadzili w 9. zmianie 3-0 (przy dwóch wyautowanych graczach „Indian”), gdy pałkarz gości Jason Donald odbił narzut Galarragi w okolice pierwszej bazy. Pierwszobazowy Miguel Cabrera z łatwością złapał piłkę i podał ją do miotacza, który – co pokazały telewizyjne powtórki – wyeliminował Donalda, osiągając perfect game. Doświadczony sędzia Joyce uznał jednak, że Donald osiągnął pierwszą bazę przed Galarragą, pozbawiając go w ten sposób rzadkiego wyczynu.
Po meczu Jim Joyce przyznał publicznie, że popełnił błąd, choć jego pozycja na boisku pozwalała na podjęcie prawidłowej decyzji. Liga MLB także wydała oficjalne oświadczenie, potwierdzając błąd arbitra.